# Csátalja
Cet article concerne le village hongrois. Pour la météorite, voir Météorite de Csátalja.
Csátalja est un village et une commune du comitat de Bács-Kiskun en Hongrie. Sa population s'élève à 1 157 habitants au 1er janvier 2009.

## Histoire
Une météorite a été trouvée près du village en août 2012. La météorite de Csátalja est une chondrite de type H4-5, la plus grosse chondrite ordinaire jamais trouvée en Hongrie (15 kg).